# Ratko Štritof
Ratko Štritof (* 14. Januar 1972 in Rijeka) ist ein ehemaliger kroatischer Wasserballspieler. Er gewann mit der kroatischen Nationalmannschaft eine olympische Silbermedaille. Bei Europameisterschaften erkämpfte er zweimal Silber.

## Sportliche Karriere
Ratko Štritof begann seine Karriere bei HAVK Mladost Zagreb. 2004 wurde er mit Circolo Nautico Posillipo italienischer Meister. 2004/05 und 2007/08 spielte er ebenfalls bei Posillipo. Er trat in Italien aber auch für Rari Nantes Florentia an.
Der 1,95 Meter große Centerverteidiger spielte 1994 mit der Nationalmannschaft bei der Weltmeisterschaft in Rom. Die Kroaten unterlagen im Halbfinale den Italienern mit 5:8. Das Spiel um die Bronzemedaille gegen die russische Mannschaft verloren die Kroaten mit 13:14 nach der zweiten Verlängerung. Im Jahr darauf bei der Europameisterschaft 1995 in Wien belegten die Kroaten nach Niederlagen gegen Ungarn im Halbfinale und gegen die deutsche Mannschaft im Spiel um den dritten Platz ebenfalls den vierten Platz. 1996 bei den Olympischen Spielen 1996 in Atlanta erreichten die Kroaten in ihrer Vorrundengruppe den dritten Platz. Im Viertelfinale trafen die Kroaten auf die jugoslawische Mannschaft, eigentlich die Mannschaft von Serbien und Montenegro. Nach ihrem 8:6-Sieg bezwangen die Kroaten im Halbfinale die Italiener mit 7:6. Im Finale gewannen dann die Spanier mit 7:5. Štritof erzielte seine zwei Turniertore in der Vorrunde.
Im Jahr darauf bei den Mittelmeerspielen 1997 in Bari siegte das Team aus Rest-Jugoslawien vor den Kroaten und den Spaniern. 1998 belegte die kroatische Mannschaft den neunten Platz bei der Weltmeisterschaft in Perth. 1999 bei der Europameisterschaft in Florenz erreichten die Kroaten in der Vorrunde den zweiten Platz hinter den Ungarn. Nach Siegen über Jugoslawien im Viertelfinale und über Griechenland im Halbfinale trafen die Kroaten im Finale wieder auf die Ungarn. Die Ungarn gewannen mit 15:12. Bei den Olympischen Spielen 2000 in Sydney trafen die beiden Finalgegner von 1996 bereits im Viertelfinale aufeinander und die Spanier siegten mit 9:8. In der Platzierungsrunde belegten die Kroaten den siebten Platz. Ratko Štritof warf fünf Tore.
Bei der Europameisterschaft 2001 in Budapest besiegten die Kroaten im Viertelfinale die Spanier und unterlagen im Halbfinale den Jugoslawen. Das Spiel um den dritten Platz verloren die Kroaten mit 9:12 gegen die Ungarn. Einen Monat später bei der Weltmeisterschaft in Fukuoka wurden die Kroaten Achte. Bei der Europameisterschaft 2003 in Slowenien erreichten die Kroaten mit einem 10:9 im Halbfinale über die Ungarn das Finale und erhielten nach einer Niederlage gegen Serbien-Montenegro die Silbermedaille. Bei der unmittelbar darauf stattfindenden Weltmeisterschaft in Barcelona wurden die Kroaten Neunte. 2004 bei den Olympischen Spielen in Athen belegte die kroatische Mannschaft den zehnten Platz. Ratko Štritof erzielte elf Tore.
Nach seiner aktiven Laufbahn wurde Ratko Štritof Trainer, unter anderem coachte er bei HAVK Mladost Zagreb.